# Micronycteris giovanniae
Micronycteris giovanniae (Baker & Fonseca, 2007) è un pipistrello della famiglia dei Fillostomidi endemico dell'Ecuador.

## Dimensioni
Pipistrello di piccole dimensioni, con la lunghezza totale di 71 mm, la lunghezza dell'avambraccio di 37 mm, la lunghezza della coda di 16 mm, la lunghezza delle orecchie di 21 mm e un peso fino a 8,6 g.

## Aspetto
La pelliccia è lunga. Le parti dorsali sono bruno-grigiastre con la base più chiara, mentre le parti ventrali sono bruno-giallastre. Il muso è allungato, la foglia nasale è ben sviluppata, lanceolata e con la porzione anteriore saldata al labbro superiore soltanto alla base, mentre sul labbro inferiore è presente un cuscinetto carnoso a forma di V. Le orecchie sono grandi, ovali, bruno-grigiastre e unite sulla testa da una membrana poco sviluppata con un incavo centrale superficiale. Il trago è corto, triangolare e con un piccolo incavo alla base del margine posteriore. Le membrane alari sono bruno-nerastre. La coda è lunga circa la metà dell'ampio uropatagio. Il calcar è più lungo del piede.

## Biologia

### Alimentazione
Si nutre di insetti.

## Distribuzione e habitat
Questa specie è conosciuta soltanto da un individuo maschio adulto catturato nel 2001 presso San Lorenzo, nella Provincia di Esmeraldas, nell'estrema parte settentrionale dell'Ecuador, ed ora depositato presso il Museo di Zoologia dell'Università cattolica pontificia dell'Ecuador con numero di registro QCAZ 7200.
Vive nelle foreste rigenerate.

## Conservazione
Questa specie, essendo stata scoperta solo recentemente, non è stata sottoposta ancora a nessun criterio di conservazione.